# Foreste pluviali di pianura del Vogelkop e delle isole Aru
Le Foreste pluviali di pianura del Vogelkop e delle isole Aru sono una ecoregione terrestre della ecozona australasiana appartenente al bioma delle Foreste pluviali di latifoglie tropicali e subtropicali (codice ecoregione: AA0128) che si sviluppa per circa 77.400 km2 sulla Nuova Guinea occidentale e su alcune isole circostanti dell'Indonesia.
Lo stato di conservazione è considerato critico.
La regione forma, assieme alla ecoregione delle Foreste pluviali di pianura della Nuova Guinea meridionale, l'ecoregione globale denominata Foreste delle pianure del sud della Nuova Guinea, inclusa nella lista Global 200.

## Territorio
Questa ecoregione è composta dalle foreste umide di pianura e collina (meno di 1.000 m.) delle penisole di Vogelkop, Bomberai e l'istmo di Bird's Neck della Nuova Guinea occidentale e delle circostanti isole Aru e Isole Raja Ampat, che si trovano nella parte sud-orientale del Mediterraneo Australasiatico. Le foreste umide montane tropicali (oltre 1.000 m.) di Vogelkop fanno parte dell'ecoregione separata denominata Foreste pluviali montane del Vogelkop (codice WWF AA0127), mentre le foreste di paludi d'acqua dolce nel Vogelkop meridionale sono state incluse nell'ecoregione delle Foreste paludose della Nuova Guinea meridionale (codice WWF AA0121).
La Nuova Guinea settentrionale è un'area tettonica molto attiva con una storia geologica complessa. La geologia superficiale di questa ecoregione è composta prevalentemente da roccia sedimentaria e alluvioni recenti, con alcune grandi aree di calcare o ultrafemiche vicino a Sorong e sulle isole Waigeo e Misool.
Il clima dell'ecoregione è tropicale umido, caratteristico di questa parte della Melanesia, situata nell'Oceano Pacifico occidentale a nord dell'Australia.

## Flora

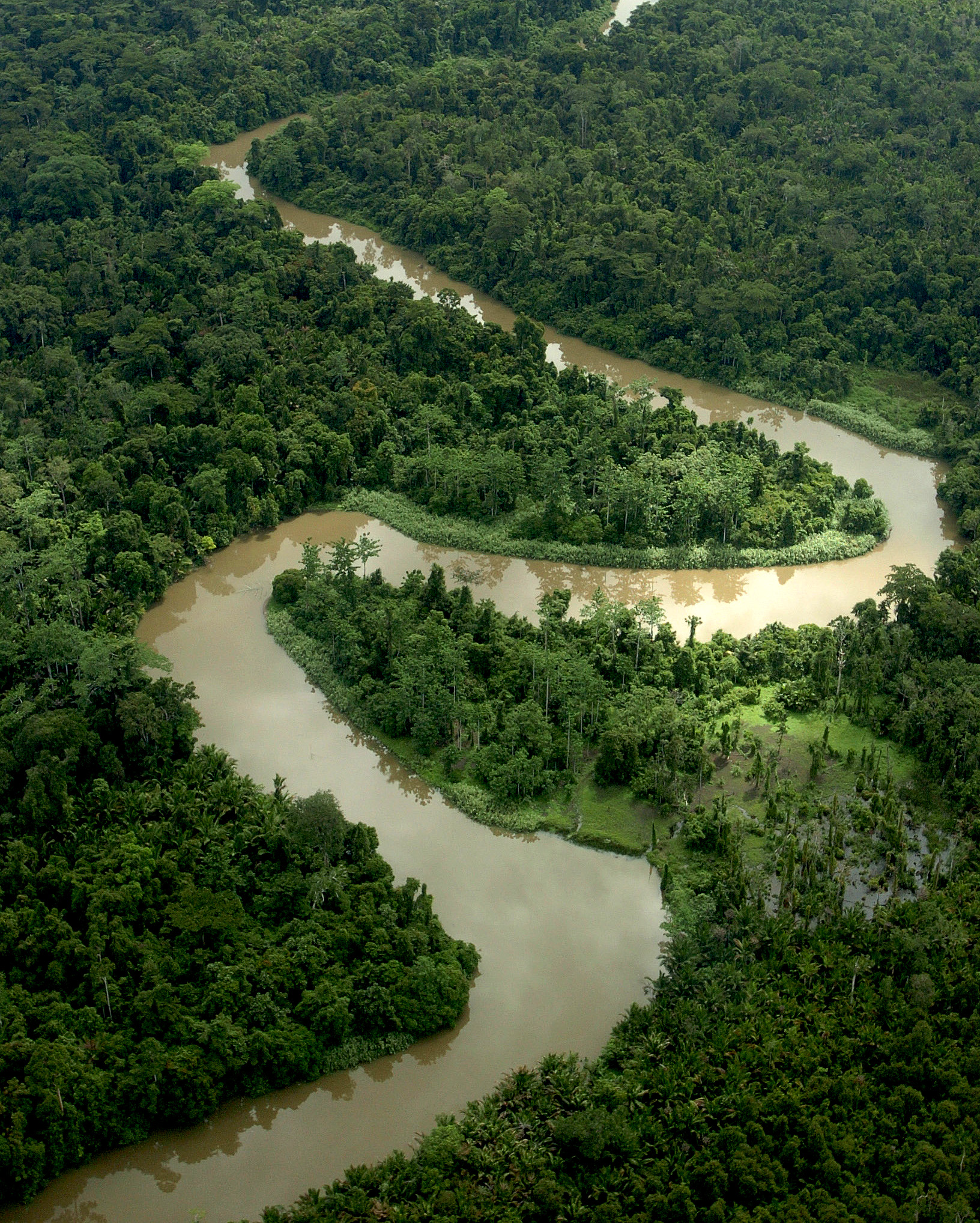
Foresta nel Parco nazionale della Baia di Cenderawasih

La maggior parte dell'ecoregione è composta da una combinazione di foresta tropicale sempreverde umida di tipo alluvionale di pianura e collinare, con piccole quantità di foresta calcarea.
Queste foreste pluviali, relativamente intatte, sono tra le foreste più grandi e ricche del regno australasiatico. Le formazioni rocciose calcaree e ultramafiche sostengono flore uniche e ad areale limitato.
La foresta alluvionale di pianura ha una volta a più livelli e irregolare, con molte piante emergenti. Il sottobosco della foresta contiene uno strato di arbusti ed erbe con una varietà di rampicanti, epifite e felci. Le palme possono essere comuni nello strato di arbusti.

La composizione della volta è molto mista e comprende: Pometia pinnata, Octomeles sumatrana,  Alstonia scholaris e specie di Ficus e Terminalia. Altri generi importanti includono Pterocarpus, Artocarpus, Planchonella, Canarium, Elaeocarpus, Cryptocarya, Celtis, Dracontomelon, Dysoxylum, Syzygium, Vitex, Spondias e Intsia.
La foresta collinare, con una chioma più bassa e più chiusa, contiene uno strato di arbusti più aperto ma uno strato erbaceo più denso. Le palme sono meno numerose. Gli alberi dominanti includono specie di Pometia, Canarium, Anisoptera, Cryptocarya, Terminalia, Syzygium, Ficus, Celtis, Dysoxylum e Buchanania. Koompassia, Dillenia, Eucalyptopsis, Vatica e Hopea sono localmente abbondanti. Densi boschi di Araucaria, gli alberi tropicali più alti del mondo, sono presenti in luoghi sparsi.
Sull'isola Waigeo e sull'adiacente costa nord-occidentale della Nuova Guinea, le rocce ultrafemica danno origine a una flora serpentina, una cintura di vegetazione arbustiva bassa composta da Alphitonia, Dillenia alata, Myrtella beccarii, e Styphelia abnormis. Vicino a Sorong sono state raccolte diverse piante endemiche, ma la flora è poco conosciuta.
La flora delle isole Aru è composta da foresta pluviale, savana e mangrovie.

## Fauna

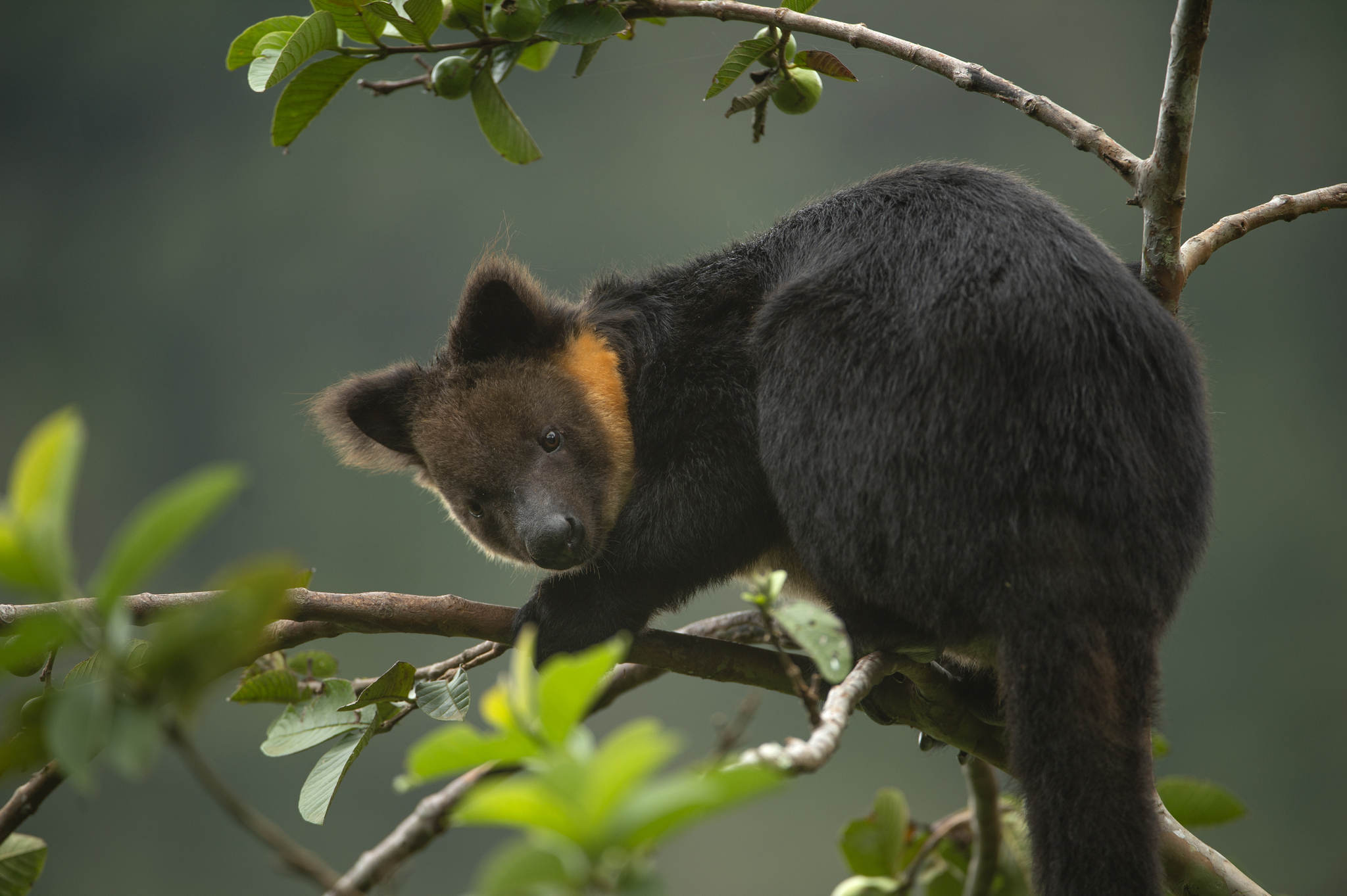
Dendrolagus ursinus, Manokwari, 2018

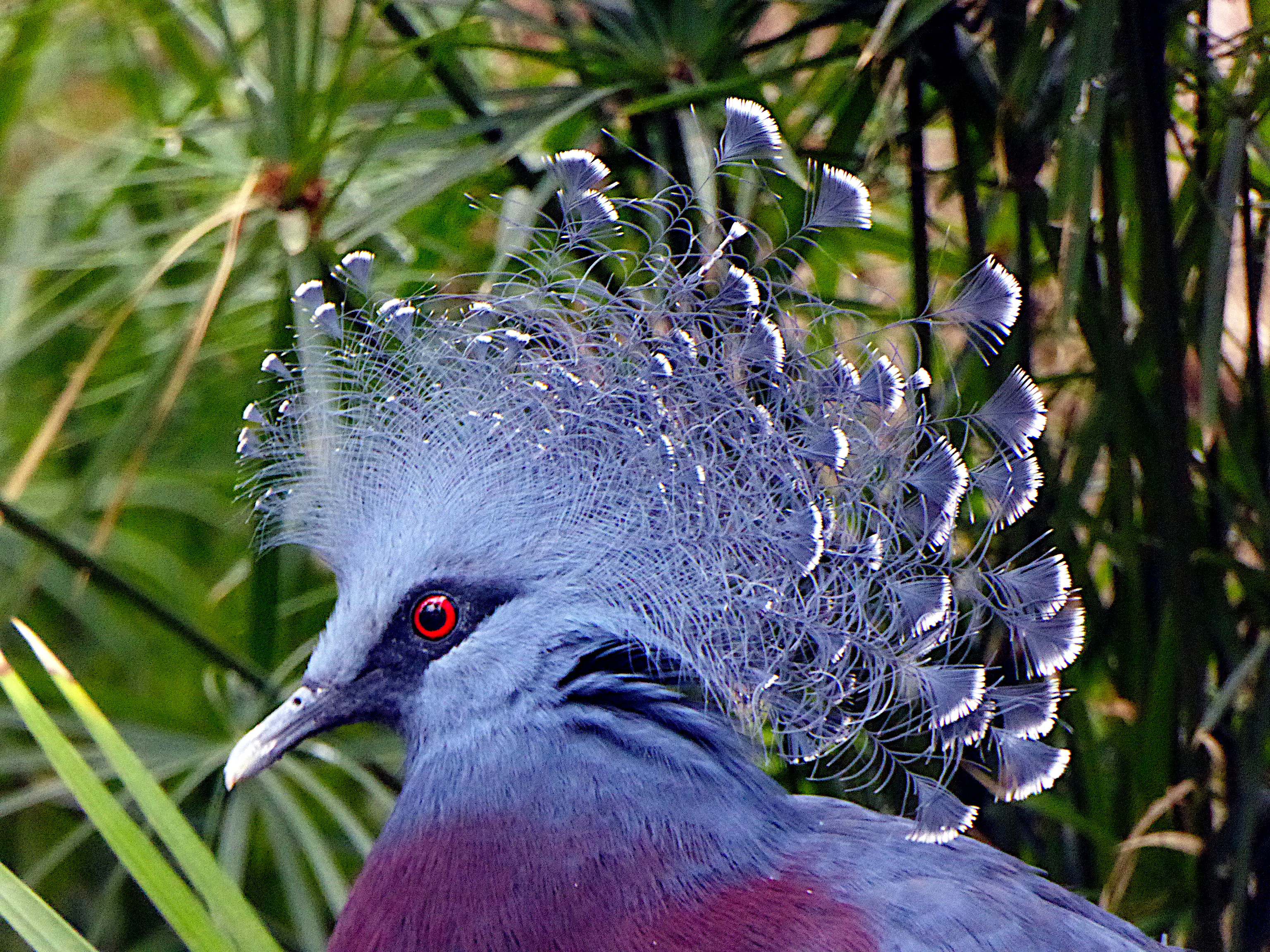
Goura cristata, 2019

In generale, questa ecoregione mostra una ricchezza e un endemismo minore rispetto a quelli della contigua ecozona dell'Indo-Malesia.
Nell'ecoregione si trovano 47 specie di mammiferi, di cui otto sono endemiche o quasi endemiche. La fauna dei mammiferi è composta da un'ampia varietà di marsupiali tropicali dell'Australasia, tra cui i canguri arboricoli. L'echidna dal becco lungo occidentale (Zaglossus bruijni) era considerata in pericolo prima di essere separata dall'echidna dal becco lungo orientale (Zaglossus bartoni) e presumibilmente lo sarebbe ancora perché è una preda focale per gli esseri umani. Il pademelon scuro (Thylogale brunii) e il quoll della Nuova Guinea (Dasyurus albopunctatus) sono considerati vulnerabili.
Altre specie endemiche o quasi endemiche della regione includono:
- Phascolosorex doriae;
- Dendrolagus ursinus;
- Dorcopsis muelleri;
- Melomys lorentzi;
- Pogonomelomys mayeri;
- Pogonomelomys bruijni.

In questa ecoregioni sono starte rilevate 366 specie di uccelli. Le specie maggiormente rappresentate sono quelle appartenenti a diverse famiglie australasiatiche tra cui Ptilonorhynchidae, Eopsaltridae, Meliphagidae e Paradisaeidae. Questa ecoregione corrisponde quasi esattamente all'Endemic Bird Area (EBA) delle Pianure della Papua occidentale (l'EBA include anche l'ecoregione Foreste paludose della Nuova Guinea meridionale (AA0121) ma non include l'isola di Aru). L'EBA include diciannove specie di uccelli a raggio limitato, nove dei quali non si trovano in nessun altro luogo sulla Terra. Ventuno specie di uccelli sono endemiche o quasi endemiche. Il tacchino australiano di Bruijn (Aepypodius bruijnii) e la gura occidentale  (Goura cristata) sono considerati vulnerabili.
Altre specie di uccelli endemici o quasi endemici della regione sono:
- Tanysiptera ellioti o Martin pescatore del paradiso di Kofiau;
- Monarcha julianae o Monarca dal dorso nero;
- Cicinnurus respublica o Paradisea repubblicana;
- Paradisaea rubra o Paradisea rossa.

## Conservazione

Paesaggio del Parco Nazionale della Baia di Cenderawasih, 2017

Le principali minacce per la conservazione di questo territorio derivano dal disboscamento, dalla caccia e dallo sfruttamento petrolifero di alcune aree. Tuttavia si ritiene che circa il 90% dell'habitat naturale dell'ecoregione sia ancora intatto.
Nella regione vi sono diverse aree protette. La più grande di esse è il Parco nazionale di Teluk Cenderawasih che ha una superficie di 14.535 km2.
Oltre al suddetto parco nazionale, altre significative aree protette sono:
- Riserva naturale di Batanta Barat, nella parte occidentale dell'isola di Batanta;[4]
- Riserva naturale di Salawati Utara, nella parte settentrionale dell'isola di Salawati;[5]
- Riserva naturale di Misool Selatan, nella parte meridionale dell'isola di Misool;[6]
- Riserva naturale di Pulau Waigeo Barat, sull'isola di Waigeo ;[7]
- Riserva faunistica di Pulau Baun, sull'isola di Baun nell'arcipelago delle Aru;[8]
- Riserva naturale di Pegunungan Wayland, sui monti Weyland, nell'istmo di Bird's Neck, nella Reggenza di Dogiyai (Nuova Guinea Occidentale).[9]